# Pabellón de Arteaga
Pabellón de Arteaga – miasto w środkowym Meksyku w stanie Aguascalientes, siedziba gminy Pabellón de Arteaga. Liczy 28 794 mieszkańców. Prawa miejskie posiada od 14 maja 1929.